# Wolfgang Opitz
Wolfgang Opitz (*  15. April 1944 in Stolp (Pommern); † 28. Januar 2023 in Plüschow) war ein deutscher Maler und Grafiker sowie Mitgründer der Künstlergruppe Lücke in Dresden.

## Biografie
Die Familie Opitz wurde 1945 aus Pommern vertrieben und wohnte später in Dresden. Sohn Wolfgang studierte von 1964 bis 1968 Kunsterziehung an der Pädagogischen Hochschule Dresden. Ab 1969 hatte er sein Kelleratelier in der Hechtstraße 25 (Hechtviertel, Leipziger Vorstadt). Hauptberuflich war er als Lehrer für Deutsch und Sport tätig. Er wurde durch seine abstrakten Gemälde und seinen abstrakten Expressionismus bekannt.
Wolfgang Opitz war Mitgründer der illegalen Gruppe Lücke. Sie entstand 1971 als Künstlergruppe Lücke frequentor um Eberhard Busch, Harald Gallasch, Peter Herrmann, Steffen Kuhnert, Frank Maasdorf, Wolfgang Opitz, A. R. Penck und Steffen Terk in Dresden. Die Namensgebung „Lücke“ nahm Bezug auf den Namen der expressionistischen Künstlergruppe Brücke. Mit Lücke wollte die Gruppe auf die Leerstellen im Kunstbetrieb der DDR hinweisen. Die Gruppe arbeitete bis 1976 gemeinsam im Atelier von Opitz in der Hechtstraße. Die Gründer verstanden sich als Alternative zum offiziellen Kunstbetrieb und zu den in Dresden stark verwurzelten konservativen Maltraditionen. In der Künstlergruppe Lücke wurde mit einer gemeinschaftlichen Kunstproduktion experimentiert, mit einer Maltechnik unter der Bezeichnung Team-Psychologie-Technologie, abgekürzt TPT-Programm. Hierbei gestalteten die Künstler der Lücke Kunstwerke, indem sie gleichzeitig gemeinsam eine Bildfläche bearbeiteten. 1976 musste sich die kunstkritische Gruppe auflösen und sie schufen das gemeinsame Bild Lücke-Ende. Eine Anzahl von Bildern aus dieser Zeit tragen die Signierungen zweier oder mehrerer Künstler der Gruppe. Penck und Opitz schufen 18 wiederentdeckte und inzwischen digitalisierte Super-8-Filme. Sie waren die ersten, die den Schmalfilm in der DDR für die Kunst nutzten. Opitz wurde, wie andere Künstler der Gruppe, in dieser Zeit zum Militärdienst eingezogen.
In der DDR war Opitz ab 1986 freischaffender Künstler in Dresden.
Ende 1989 zog er in das Wendland (Loitze / Gemeinde Schnega) in Niedersachsen um. Er war hier und in Dresden künstlerisch aktiv. 1991 erhielt er einen Lehrauftrag an der Universität Lüneburg.
In seinen letzten beiden Jahrzehnten lebte er in Plüschow in der Gemeinde Upahl in Nordwestmecklenburg bei Wismar und wirkte im Kunstzentrum von Schloss Plüschow. Hier befindet sich in einem Atelier sein künstlerischer Nachlass. Ab 2006 wirkte er auch in der Altmark.
Opitz war verheiratet und nach der Trennung in anderen Beziehungen; er hatte zwei Töchter und einen Sohn.

## Ausstellungen (Auswahl)
- 1976: Atelierausstellung in Dresden
- 2019: Sonderausstellung Leuchtspuren im Kunsthaus Salzwedel
- Museumsausstellungen:
  - Kunstmuseum Basel
  - Städtel, Frankfurt/Main
  - Albertinum, Dresden
  - Ostdeutsche Galerie, Regensburg
  - Museum Regensburg
- Einzelausstellungen in Galerien:
  - Frank Hänel, Frankfurt/Main und Wiesbaden
  - Michael Schultz, Berlin und Dresden
  - Rössler, München und Kitzbühel
  - Epikur, Wuppertal
  - JuRisch, Salzwedel
  - E.on Avacon, Salzwedel/Lüneburg[2]